# EU Близнецов
EU Близнецов (лат. EU Geminorum) — двойная затменная переменная звезда типа Алголя (EA) в созвездии Близнецов на расстоянии приблизительно 8 834 световых лет (около 2 709 парсек) от Солнца. Видимая звёздная величина звезды — от +14,9m до +13,7m. Орбитальный период — около 52,267 суток.

## Характеристики
Первый компонент — белая звезда спектрального класса A8III. Радиус — около 5,89 солнечных, светимость — около 17,906 солнечных. Эффективная температура — около 6270 К.
Второй компонент — оранжевая звезда спектрального класса K. Эффективная температура — около 4891 К.